# Тарано
Тара̀но (на италиански: Tarano) е село и община в Централна Италия, провинция Риети, регион Лацио. Разположено е на 162 m надморска височина. Населението на общината е 1495 души (към 2010 г.).